# Kääpa (rivière)
La rivière Kääpa (en estonien : Kääpa jõgi) est une rivière qui s'écoule dans le Comté de Tartu et le comté de Jõgeva en Estonie,.

## Présentation
La rivière Kääpa est un affluent de 50 kilomètres de long de la rivière Kullavere s'écoulant  principalement dans la commune de Peipsiääri,.
La Kääpa commence dans la tourbière de Keressaare, coule principalement dans une zone marécageuse dans son  cours supérieur, traverse le système lacustre Jõemõisa-Kaiu et se jette dans la rivière Kullavere. 
Ses plus grands affluents sont Haavakivi (20 km) et Uhmardu (15 km),.
Dans le village de Koseveski, il y a un barrage sur la rivière, un lac de barrage, une centrale électrique (40 kW) et une passe à poissons.
La superficie du bassin versant de la rivière Kääpa est de 372,5 km2. 
La rivière coule du côté sud-est de la rivière Kullavere et du côté ouest du lac Peipous,.

## Kalevipoeg
Dans la onzième histoire de l'épopée nationale estonienne Kalevipoeg, on raconte comment Kalevipoeg se rendit à Pihkva pour chercher des tables. 
De retour par le lac Peipous, Kalevipoeg s'est reposé.
Un homme a décidé de voler son épée et en fuyant à travers la rivière Kääpa, il a laissé tomber son épée dans l'eau.

### Articles  connexes
- Liste des cours d'eau de l'Estonie